# تشارلي دورمان
تشارلي دورمان (بالإنجليزية: Charlie Dorman)‏ هو لاعب كرة قاعدة أمريكي، ولد في 23 أبريل 1898 في سان فرانسيسكو في الولايات المتحدة، وتوفي بنفس المكان في 15 نوفمبر 1928.

## وصلات خارجية
- تشارلي دورمان على موقعبيزبول رفرنس.كوم (الدوري الرئيسي) (الإنجليزية)